# Dibolia alpestris
Dibolia alpestris es una especie de insecto coleóptero de la familia Chrysomelidae. Fue descrita científicamente en 1981 por Mohr.